# 4694 Festou
A 4694 Festou (ideiglenes jelöléssel 1985 PM) a Naprendszer kisbolygóövében található aszteroida. Edward L. G. Bowell fedezte fel 1985. augusztus 14-én.